# Brigadni general
Brigadni general (brigadna generalica) je uobičajeno najniži generalski čin u većini vojska. U Hrvatskoj vojsci je najniži generalski čin, odmah ispod general bojnika, a iznad brigadira (viši časnički čin), dok mu u Hrvatskoj ratnoj mornarici odgovara čin komodora. Čin je u hrvatsku vojnu hijerarhiju uveden 1999. godine. Iako do tada nije postojao, postojao je čin stožernog brigadira kao najviši čin u skupini časnika. Osobama koje su imale čin stožernog brigadira bilo je omogućeno prevođenje u čin brigadnoga generala ako su zadovoljavali određene uvjete.